# 格尔洛斯贝格
格尔洛斯贝格是奥地利蒂罗尔州施瓦茨县的一个市镇。总面积16.19平方公里，总人口449人，人口密度27.7人/平方公里（2005年）。